# Dejan Čurović
Dejan Čurović (in serbo Дејан Чуровић?; Zemun, 10 agosto 1968 – Belgrado, 11 agosto 2019) è stato un calciatore serbo, di ruolo attaccante.

## Biografia
Čurović è morto di leucemia l'11 agosto 2019, il giorno dopo aver compiuto 51 anni.

## Palmarès

### Club

#### Competizioni nazionali
- Coppa di Serbia e Montenegro: 1

Partizan: 1993-1994